# Måstad, Nordland
Måstad är ett tidigare fiskeläge i Værøy kommun i Nordland fylke i norra Norge. Den numera övergivna byn ligger på östra sidan av Måstadhalvön, som utgör den sydvästra spetsen av ön Værøya. Platsen kan endast nås till fot (en markerad stig går längs öns nordsida) eller med båt.

## Bilder

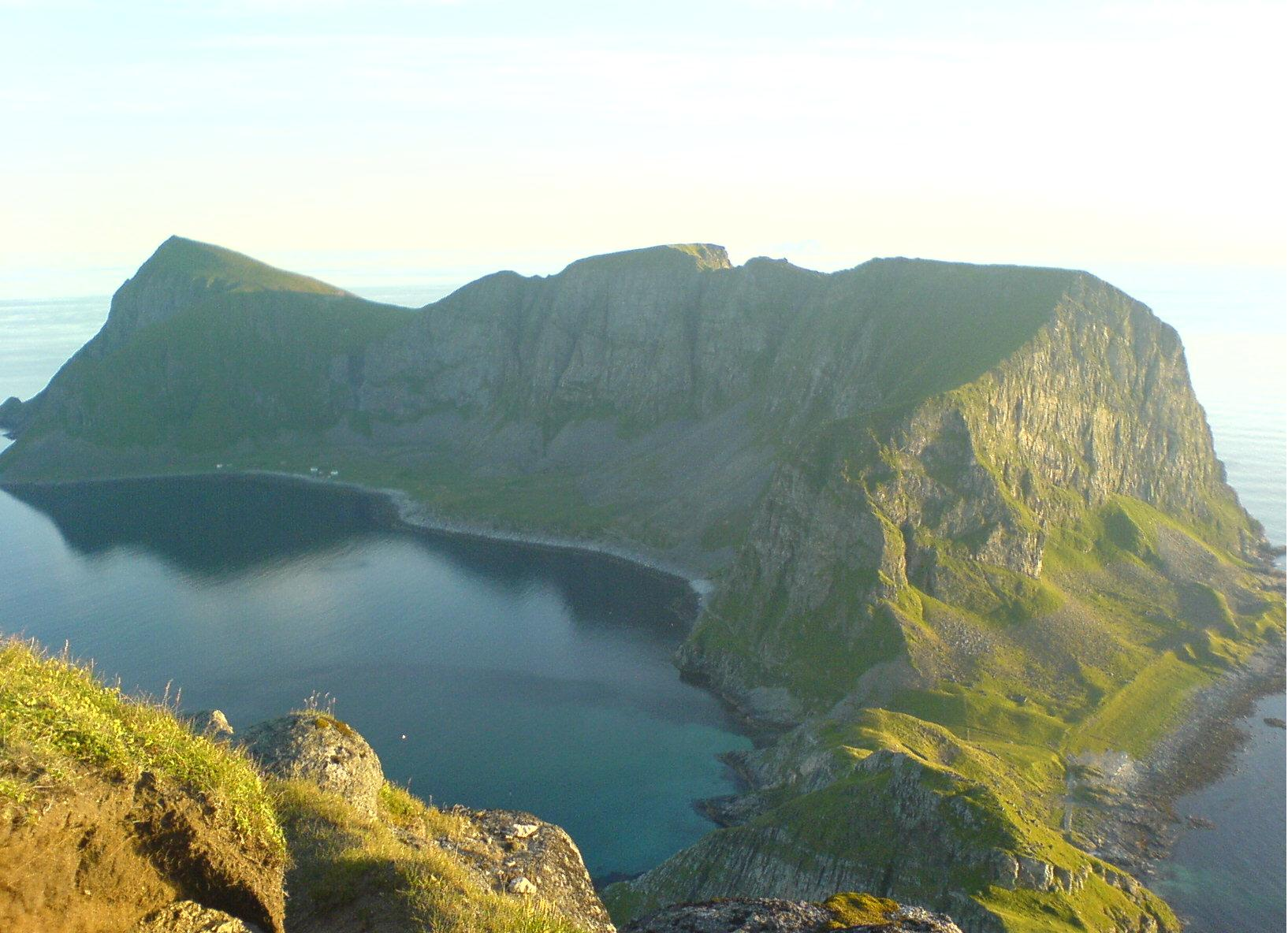
Måstadhalvön med Måstadfjellet.
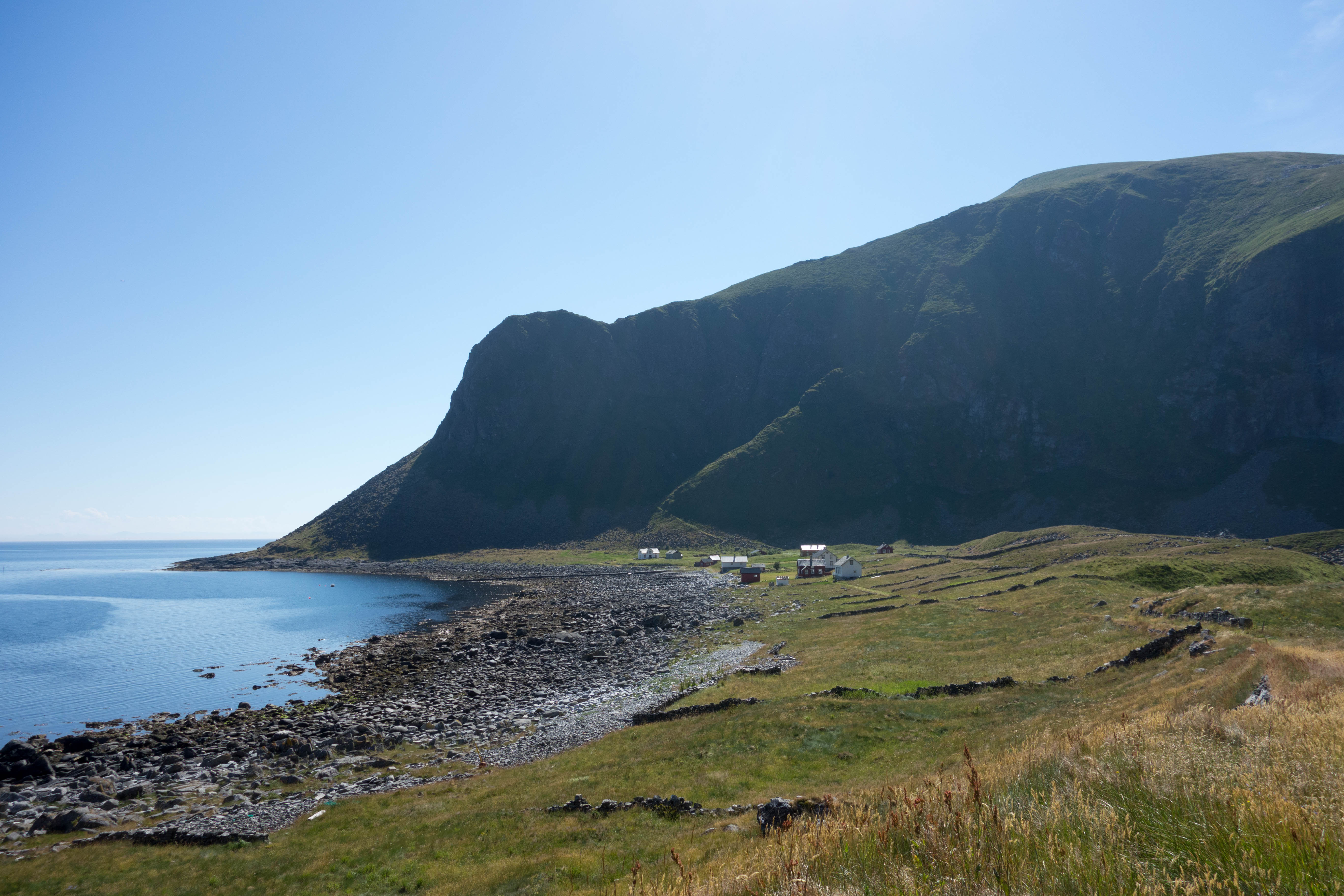
Vy mot Måstad.
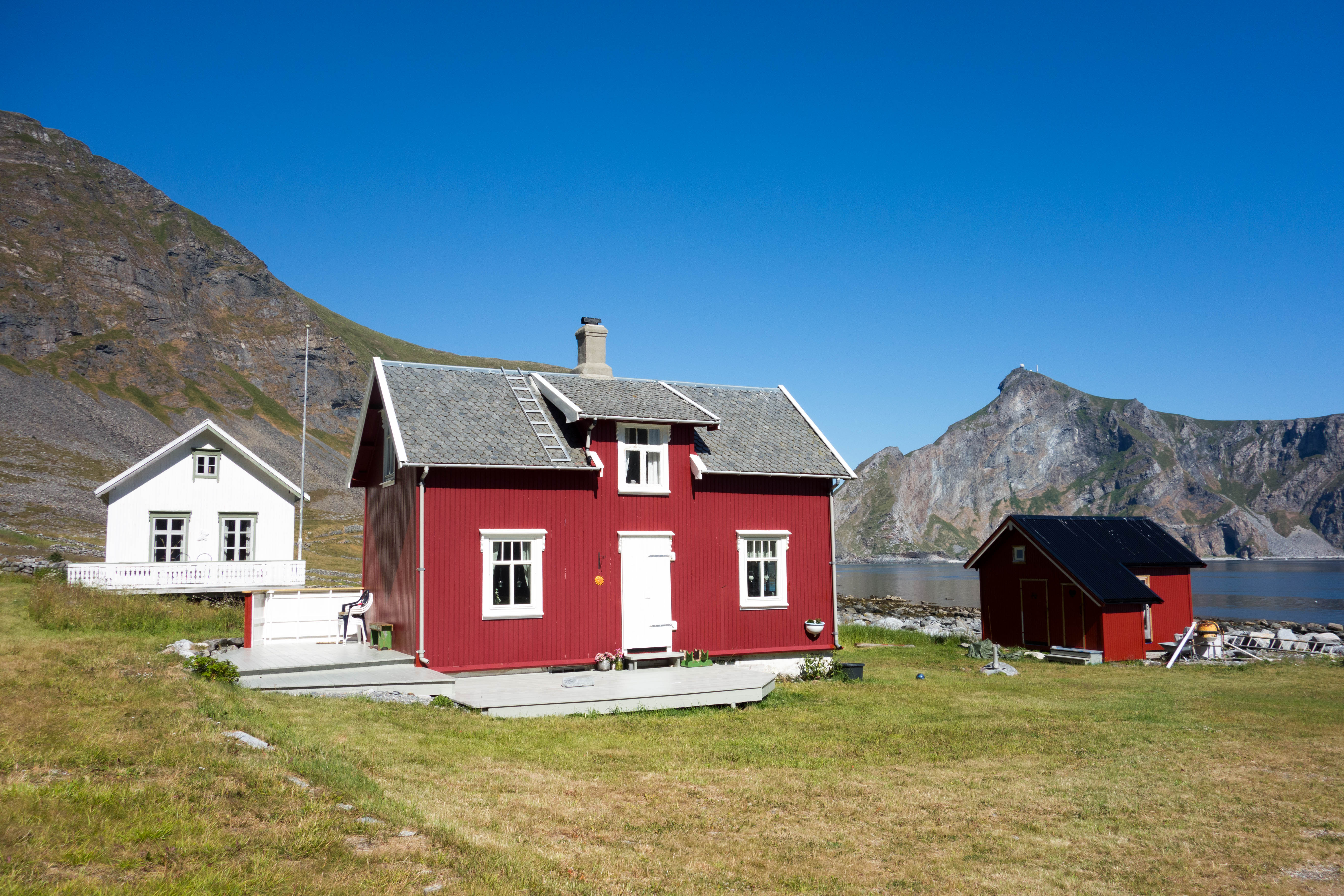
Bebyggelse i Måstad.
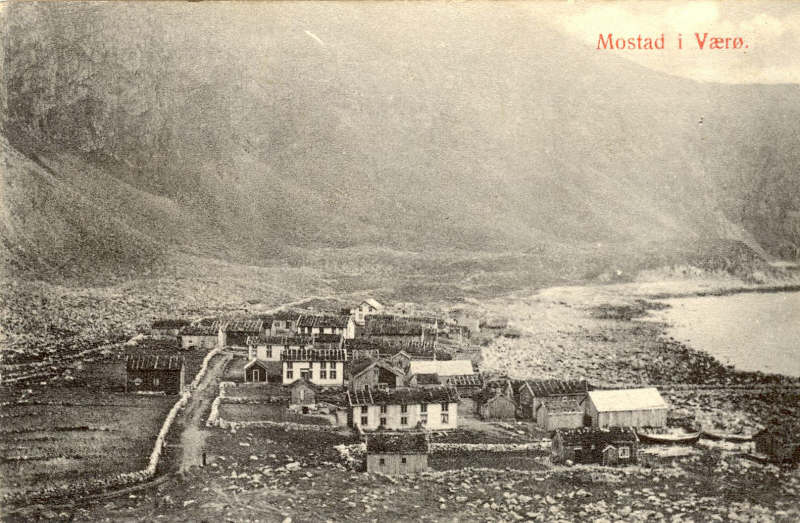
Måstad år 1900.